# Ceraclea punctata
Ceraclea punctata är en nattsländeart som först beskrevs av Banks 1894.  Ceraclea punctata ingår i släktet Ceraclea och familjen långhornssländor. Inga underarter finns listade i Catalogue of Life.